# Pablo Alejandro Izaguirre
Pablo Alejandro Izaguirre (Avellaneda, Buenos Aires, Argentina, 9 de mayo de 1970) es un exfutbolista argentino que jugaba de mediocampista. Su último equipo fue el Alajuelense de la Liga Promerica, la máxima división del fútbol de Costa Rica. 
En el club rojinegro jugó un total de 161 partidos anotando 32 goles, siendo considerado como un gran ídolo. También es tenido como el último gran "10" del equipo manudo.

## Trayectoria

### Como jugador
| Club                       | País       | Año         |
| -------------------------- | ---------- | ----------- |
| Club Libertad              | Paraguay   | 1996        |
| Club Bolívar               | Bolivia    | 1997        |
| San Martín de Tucumán      | Argentina  | 1997        |
| Unión de Santa Fé          | Argentina  | 1997        |
| Independiente              | Argentina  | 1998        |
| Club Libertad              | Paraguay   | 1998        |
| Liga Deportiva Alajuelense | Costa Rica | 1999 - 2006 |

### Como entrenador
| Club             | País       | Año  | PJ         | Rend. |
| ---------------- | ---------- | ---- | ---------- | ----- |
| Municipal Grecia | Costa Rica | 2024 | 16 (4-5-7) | 35%   |

## Palmarés

### Como JUGADOR
| Título              | Club        | Año         |
| ------------------- | ----------- | ----------- |
| Temporada 1999-2000 | Alajuelense | 1999 - 2000 |
| Temporada 2000-2001 | Alajuelense | 2000 - 2001 |
| Temporada 2001-2002 | Alajuelense | 2000 - 2001 |
| Temporada 2002-2003 | Alajuelense | 2002 - 2003 |
| Temporada 2004-2005 | Alajuelense | 2004 - 2005 |

Alajuelense
5 Campeonatos nacionales Costa Rica
(1999-2000, 2000-2001, 2001-2002, 2002-2003, 2004-2005)
1 Liga de Campeones de la Concacaf
(2003-2004)
2 Copas uncaf
(2002, 2005)
1 Copa campeón de campeones de América
(2004)

## Enlaces
- Clarín article
- http://www.aldia.cr/ad_ee/2006/julio/31/ovacion2.html (enlace roto disponible en Internet Archive; véase el historial, la primera versión y la última).

- Datos: Q6055738